# Cupidesthes paralithas
Cupidesthes paralithas är en fjärilsart som beskrevs av George Thomas Bethune-Baker 1926. Cupidesthes paralithas ingår i släktet Cupidesthes och familjen juvelvingar. Inga underarter finns listade i Catalogue of Life.